# بلدة ليك (مقاطعة بينزي)
ليك، مقاطعة بينزي (بالإنجليزية: Lake Township, Benzie County, Michigan)‏ هي بلدة تقع بولاية ميشيغان في الولايات المتحدة. تبلغ مساحتها 91 (كم²)، وترتفع عن سطح البحر 182 م، بلغ عدد سكانها 759 نسمة في عام تعداد الولايات المتحدة 2010 حسب إحصاء مكتب تعداد الولايات المتحدة وتصل الكثافة السكانية فيها 12.5 نسمة/كم2.

## وصلات خارجية
- www.laketwp.org
- The US50 - Cities and Towns in Michigan State
- Michigan Cities and Towns, Facts, Map, Flag, Colleges, Government, and More